# Понтамафре-Монпаскаль
Понтамафре́-Монпаска́ль (фр. Pontamafrey-Montpascal) — колишній муніципалітет у Франції, у регіоні Овернь-Рона-Альпи, департамент Савоя. Населення — 331 осіб (2011).
Муніципалітет був розташований на відстані близько 500 км на південний схід від Парижа, 130 км на південний схід від Ліона, 45 км на південний схід від Шамбері.

## Історія
До 2015 року муніципалітет перебував у складі регіону Рона-Альпи. Від 1 січня 2016 року належав до нового об'єднаного регіону Овернь-Рона-Альпи.
1 січня 2019 року Понтамафре-Монпаскаль, Ле-Шатель i Ермійон було об'єднано в новий муніципалітет Ла-Тур-ан-Мор'єнн.

## Демографія
Динаміка населення (INSEE ):
Розподіл населення за віком та статтю (2006):
| Стать | Всього | До 15 років | 15-24 | 25-44 | 45-64 | 65-85 | Понад 85 |
| --- | ------ | ----------- | ----- | ----- | ----- | ----- | -------- |
| Чоловіки | 180    | 32          | 16    | 40    | 60    | 32    | 0        |
| Жінки | 176    | 16          | 44    | 44    | 48    | 24    | 0        |
| \| Статево-вікова піраміда \| Статево-вікова піраміда \| Статево-вікова піраміда \| \| ----------------------- \| ----------------------- \| ----------------------- \| \| Чоловіки \| Вік \| Жінки \| \| 0 \| 85 + \| 0 \| \| 12 \| 80-84 \| 4 \| \| 4 \| 75-79 \| 8 \| \| 4 \| 70-74 \| 8 \| \| 12 \| 65-69 \| 4 \| \| 16 \| 60-64 \| 4 \| \| 12 \| 55-59 \| 12 \| \| 12 \| 50-54 \| 12 \| \| 20 \| 45-49 \| 20 \| \| 4 \| 40-44 \| 12 \| \| 16 \| 35-39 \| 4 \| \| 16 \| 30-34 \| 16 \| \| 4 \| 25-29 \| 12 \| \| 8 \| 20-24 \| 20 \| \| 8 \| 15-20 \| 24 \| \| 8 \| 10-14 \| 0 \| \| 8 \| 5-9 \| 12 \| \| 16 \| 0-4 \| 4 \| |        |             |       |       |       |       |          |
| Статево-вікова піраміда |        |             |       |       |       |       |          |
| Чоловіки | Вік    | Жінки       |       |       |       |       |          |
| 0 | 85 +   | 0           |       |       |       |       |          |
| 12 | 80-84  | 4           |       |       |       |       |          |
| 4 | 75-79  | 8           |       |       |       |       |          |
| 4 | 70-74  | 8           |       |       |       |       |          |
| 12 | 65-69  | 4           |       |       |       |       |          |
| 16 | 60-64  | 4           |       |       |       |       |          |
| 12 | 55-59  | 12          |       |       |       |       |          |
| 12 | 50-54  | 12          |       |       |       |       |          |
| 20 | 45-49  | 20          |       |       |       |       |          |
| 4 | 40-44  | 12          |       |       |       |       |          |
| 16 | 35-39  | 4           |       |       |       |       |          |
| 16 | 30-34  | 16          |       |       |       |       |          |
| 4 | 25-29  | 12          |       |       |       |       |          |
| 8 | 20-24  | 20          |       |       |       |       |          |
| 8 | 15-20  | 24          |       |       |       |       |          |
| 8 | 10-14  | 0           |       |       |       |       |          |
| 8 | 5-9    | 12          |       |       |       |       |          |
| 16 | 0-4    | 4           |       |       |       |       |          |

## Економіка
2010 року серед 236 осіб працездатного віку (15—64 років) 181 була активною, 55 — неактивними (показник активності 76,7%, у 1999 році було 74,2%). З 181 активної мешканців працювало 169 осіб (91 чоловік та 78 жінок), безробітними було 12 (2 чоловіки та 10 жінок). Серед 55 неактивних 21 особа була учнем чи студентом, 21 — пенсіонерами, 13 були неактивними з інших причин.

У 2010 році в муніципалітеті числилось 143 оподатковані домогосподарства, у яких проживали 336,5 особи, медіана доходів виносила 21 209 євро на одного особоспоживача